# Umění fugy

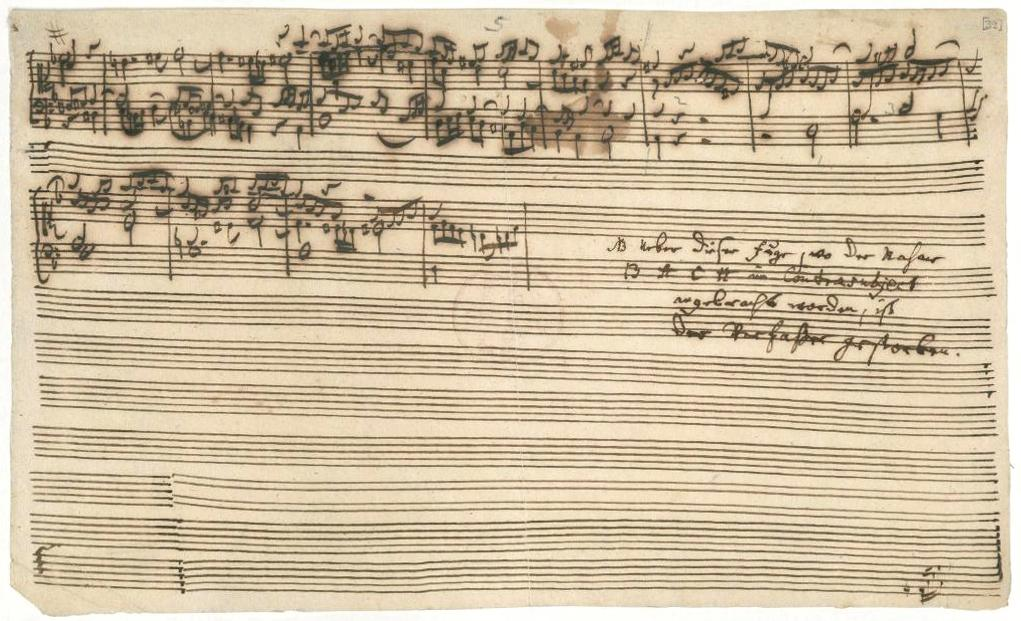
Poslední stránka nedokončeného rukopisu „Fuga a 3 Soggetti“ (Nedokončená čtyřhlasá fuga na tři nová témata)

Umění fugy (Die Kunst der Fuge, BWV 1080) je slavný cyklus čtrnácti fug (v originálu: Contrapunctus) a čtyř kánonů Johanna Sebastiana Bacha. Jde o jeho poslední dílo.

## Charakteristika díla, historie vzniku
Rukopis, na němž Bach pracoval od počátku čtyřicátých let 18. století, má podobu čtyřhlasé partitury, většinou bez udání temp, dynamiky či jiných pokynů pro interpretaci. Tiskem byl vydán Bachovými syny až po otcově smrti, v r. 1751. Známa je ale i starší verze (takzvaný Berlínský autograf) a opisy některých částí. Celý cyklus vyrůstá z jednoho základního tématu v d moll, které je ve srovnání s méně rozsáhlou Hudební obětinou jednodušší a zvoleno tak, aby bylo možné co nejdokonaleji uplatnit veškeré techniky kontrapunktického umění.

## Nejčastěji diskutované otázky
Umění fugy je vrcholem barokní polyfonie a jedním z nejdokonalejších hudebních celků všech dob. Zároveň ale jen málokteré Bachovo dílo bylo tak často předmětem diskusí a sporů. Argumentace se mnohdy odvíjí spíše ve spekulativní rovině a používá absolutních ostrakizujících soudů, zejména pokud jde o osobnost muzikologa Wolfganga Graesera. Nezpochybněn zůstává ale fakt, že Graeser převratně přispěl ke znovuobjevení Umění fugy hudební veřejností.

Účelové interpretace nezůstal během polemiky ušetřen ani základní historický zdroj – první vydání Umění fugy z roku 1751 – a některé další prameny.
Dílo bylo dlouho považováno za teoretickou práci, určenou pouze ke studiu. Vědecké spory se tedy týkaly nejprve otázky, zda je vůbec možné Umění fugy provést, a dále zejména instrumentace, pořadí a autenticity jednotlivých částí cyklu a také problému, zda a jak rekonstruovat závěrečnou Fugu a 3 soggetti, před jejímž dokončením Bach zemřel.

## Instrumentace
V rukopisu Umění fugy není Bachem uveden žádný konkrétní nástroj (s výjimkou často diskutované verze Contrapunctu XIII). Známý holandský cembalista Gustav Leonhardt vyslovil v roce 1952 jako jeden z prvních názor, že cyklus byl psán pro klávesový nástroj, nejspíše pro cembalo. Nejčastěji citovaným argumentem je skutečnost, že dílo jako celek je možno na cembale provést, a dále i fakt, že se polyfonní skladby pro klávesové nástroje zaznamenávaly obdobným způsobem partiturní notace. Zároveň se však připouští, že některé části Umění fugy přesahují možnosti jediného nástroje a že faktura řady fug svědčí spíše ve prospěch varhan.
Již od roku 1927, kdy bylo dílo zásluhou Wolfganga Graesera poprvé provedeno, a to ve verzi pro více nástrojů a nástrojových skupin, se však diskutuje i o jiných možnostech instrumentace, které by – při respektování Bachova notového textu – dokonaleji ozřejmily jednotlivé hlasy a jejich souvztažnosti, a tím i celou složitou stavbu díla. Umění fugy bylo tak již nastudováno v nejrůznějších nástrojových kombinacích, v orchestrálních i komorních verzích (například pro 2 klavíry, 2 cembala, smyčcové kvarteto aj.). Je prestižní součástí repertoáru všech významných interpretů staré hudby, od cembalistů a varhaníků až po ansámbly, včetně předních reprezentantů autentické interpretace.
V Československu Umění fugy podle autentických pramenů poprvé souborně provedl a nahrál Munclingerův ansámbl Ars rediviva (1966 a 1979), obě nahrávky pro Supraphon.

## Jednotlivé části Umění fugy
Stejně jako o instrumentaci diskutuje se i o pořadí jednotlivých částí cyklu. Důvodem je zejména skutečnost, že toto pořadí není v základních historických zdrojích (tedy ve vydání z r. 1751 a v tzv. Berlínském autografu) stejné.
První vydání z r. 1751 obsahovalo tyto části:
- CONTRAPUNCTUS I (Čtyřhlasá fuga na téma v základním tvaru)
- CONTRAPUNCTUS II (Čtyřhlasá fuga na téma v základním tvaru)
- CONTRAPUNCTUS III (Čtyřhlasá fuga na téma v inverzi)
- CONTRAPUNCTUS IV (Čtyřhlasá fuga na téma v inverzi)
- CONTRAPUNCTUS V (Čtyřhlasá fuga v protipohybu na obměněné téma)
- CONTRAPUNCTUS VI IN STILE FRANCESE (Čtyřhlasá fuga v protipohybu na obměněné téma ve dvou různých rytmických hodnotách)
- CONTRAPUNCTUS VII PER AUGMENTATIONEM ET DIMINUTIONEM (Čtyřhlasá fuga na obměněné téma a jeho inverzi ve třech různých rytmických hodnotách)
- CONTRAPUNCTUS VIII (Trojitá tříhlasá fuga na dvě nová témata a obměněné hlavní téma v inverzi)
- CONTRAPUNCTUS IX ALLA DUODECIMA (Dvojitá čtyřhlasá fuga na nové téma a téma hlavní v kontrapunktu převratném v duodecimě)
- CONTRAPUNCTUS X ALLA DECIMA (Dvojitá čtyřhlasá fuga na nové téma a inverzi hlavního tématu v kontrapunktu převratném)
- CONTRAPUNCTUS XI (Trojitá čtyřhlasá fuga na dvě nová témata, obměněné téma hlavní a jejich inverze)
- CONTRAPUNCTUS INVERSUS XII (Dvě čtyřhlasé zrcadlové fugy na varianty hlavního tématu)
- CONTRAPUNCTUS INVERSUS XIII a 3 (Dvě tříhlasé zrcadlové fugy na obměněné téma a jeho inverzi)
- FUGA A 2 CLAV. (Čtyřhlasá verze předchozí zrcadlové fugy pro 2 cembala)
- CANON PER AUGMENTATIONEM IN CONTRARIO MOTU (Dvojhlasý kánon v protipohybu a v augmentaci)
- CANON ALLA OTTAVA (Dvojhlasý kánon v oktávě)
- CANON ALLA DECIMA IN CONTRAPUNTO ALLA TERZA (Dvojhlasý kánon v kontrapunktu převratném v decimě)
- CANON ALLA DUODECIMA IN CONTRAPUNTO ALLA QUINTA (Dvojhlasý kánon v duodecimě)
- FUGA A 3 SOGGETTI (Nedokončená čtyřhlasá fuga na tři nová témata. Tam, kde notový text končí, je rukou Bachova syna Carla Philippa Emanuela připsáno: Über dieser Fuge, wo der Name BACH im Contrasubject angebracht worden, ist der Verfasser gestorben. (Nad touto fugou, kde bylo jméno BACH uvedeno v kontrasubjektu, skladatel zemřel.))
- CHORAL Vor Deinen Thron tret´ ich hiermit (Před Tvůj trůn tímto předstupuji), BWV 668 a (vychází ze staršího chorálu Wenn wir in höchsten Nöthen sein, BWV 641)

Nejčastějšími tématy polemik jsou čtyřhlasá verze třinácté fugy, určená pro 2 claveciny, která je v prvním vydání z roku 1751 zařazena za Contrapunctus XIII, a závěrečný čtyřhlasý chorál, který Bach podle dobových svědectví diktoval na smrtelném loži a který byl v prvním vydání připojen za nedokončenou Fugu a 3 soggetti. Některé názory (např.Christoph Wolff) chorál odmítají jako stylově nekompatibilní, ale zároveň nezavrhují pokusy rekonstruovat (dokomponovat) chybějící část závěrečné fugy a dokonce vyslovují domněnku, že Bach tuto fugu dokončil na jiné stránce rukopisu, která se ztratila. O rekonstrukci závěru Fugy a 3 soggetti se pokusila již řada hudebníků a muzikologů včetně Huga Riemanna, Helmuta Walchy či Zoltána Göncze.
Podle slov Bachova žáka Johanna Friedricha Agricoly v nekrologu z r. 1754 měla celý cyklus dovršit ještě další fuga se čtyřmi tématy, jako syntéza předchozích (Seine letzte Krankheit hat ihn verhindert, seinem Entwurfe nach, die vorletzte Fuge völlig zu Ende zu bringen, und die letzte, welche 4 Themata enthalten, und nachgehends in allen Stimmen Note für Note umgekehrt werden sollte, auszuarbeiten. – Jeho poslední nemoc mu zabránila, aby, podle svého náčrtu, zcela dokončil předposlední fugu a aby vypracoval tu poslední, která měla obsahovat čtyři témata a být postupně ve všech hlasech notu za notou obrácena.). Zde se znovu nabízí Graeserova teze centrální symetričnosti půdorysu Umění fugy, tím spíše, že Bach v závěrečném období svého života tímto způsobem přepracoval jiný, menší cyklus (Canonische Veränderungen über Vom Himmel Hoch). Odpůrci této teorie interpretují dvě fugy, o nichž Agricola píše, jako dvě části Fugy a 3 soggeti.
Nejpodrobněji informuje o celé problematice pětisvazkové dílo Waltera Kolnedera Die Kunst der Fuge – Mythen des 20. Jahrhunderts. Připomíná zároveň skutečnost, že základním pramenem zůstává vydání z r. 1751, uskutečněné pod dohledem Bachových synů, zejména Carla Philippa Emanuela, který Umění fugy chápal nejen jako dovršení umělecké, ale i lidské cesty svého otce. Z tohoto pohledu není chorál jen dodatkem, „náhradou“ za nedokončenou fugu, ale i symbolickým uzavřením celku, jedním z možných řešení, o němž Milan Munclinger napsal: … Dnes již nemůžeme zjistit, bylo-li to Mistrovo přání – rozhodně to bylo řešení citlivé a i hudebně působivé: vždyť na ten do prázdna doznívající takt tenorového partu nedokončené fugy navazuje chorál v témže hlase i tónině a dává tragickému (z našeho dnešního pohledu) torzu smířlivé vyznění, velmi „bachovské“: ve třech hlasech se chorální téma v úryvcích stále vrací, kánonicky zpracováváno vždy se svým obratem (jako v některých číslech Umění fugy) – jako neodbytná myšlenka, skládající jednotlivé úryvky v jediný proud, jediný smysl: ve vrchním hlase zní melodie duchovní písně „Před Tvůj trůn tímto předstupuji“ („Vor Deinen Thron tret´ ich hiermit“) … Dodnes ještě neutichly „učené“ spory o tom, je-li Umění fugy jen dílem teoretickým nebo živou hudbou … Existuje více než sto zpracování díla, která „přebudovávají“ původní pořadí čísel; každé takové řešení je provázeno vědeckým zdůvodněním a každé je jiné … Jen jednotlivé hlasy nádherných a dokonalých kontrapunktů se rozvíjejí před našima očima k neslýchaně bohatému, a přece pevnou zákonitostí předem přesně určenému životu. Takovou hudbu můžeme dnešnímu posluchači odpovědně tlumočit jedině tehdy, budou-li všechny prostředky reprodukce vycházet pouze z vnitřního dění hudby, z jejího nejvlastnějšího obsahu, aby jen jim zas nazpět sloužily. Vše ostatní – hledání „efektu“, „barev“, „osobitosti pojetí“ – jen odvádí pozornost posluchače něčím vnějším nebo svévolně z vnějšku vneseným od skutečné podstaty díla. Tím větší pozornost je ovšem nutno věnovat smyslu každé hudební fráze, každého vstupu nebo obratu. Hudba Umění fugy nezná „výplně“ nebo prázdné figurace: každá nota má v kontextu svůj přesný význam a jednotlivé hlasy jsou na sebe vázány ve složitých, stále proměnlivých vztazích melodických a rytmických; na jejich vystižení závisí životnost, poutavost a především pravdivost provedení … Myslím, že před interpretem této hudby nestojí úkol „zpestřovat“ ji a učinit ji „zajímavější“, nýbrž pokorně tlumočit co nejvíce z jejího překypujícího bohatství. To samo je úkolem dostatečně velkým. 
(Průvodní slovo Milana Munclingera k nahrávce Ars rediviva z roku 1979).

## Recepce
Prvního vydání se – podle poznámek C. P. E. Bacha – prodalo během následujících pěti letech jen třicet kusů. V letech 1801 a 1802 vyšlo Umění fugy v Paříži a v Curychu. V r. 1838 vydal dílo Carl Czerny ve spolupráci se známým hudebním nakladatelstvím Peters. O třicet let později se objevilo vydání pro varhany. V polovině 20. století se již pozornost zaměřovala na speciální problematiku, např. srovnání historických zdrojů a pozdějších vydání. Vycházely ale také další verze pro smyčcový kvartet, smyčcový orchestr, pro komorní obsazení s autentickými nástroji a podobně.
Bachovo Umění fugy inspirovalo řadu umělců v oblasti hudby a baletního umění, výtvarného umění, literatury a filmu.
Jedna z nejznámějších reminiscencí je součástí Mozartových preludií k Bachovým fugám (Sechs Präludien und Fugen für Streichtrio, KV 404 a). Byly napsány kolem roku 1782 a zpracovávají tři fugy z Dobře temperovaného klavíru (Wohltemperiertes Klavier), jednu ze sonát pro varhany, Contrapunctus VIII z Umění fugy a také fugu Bachova syna Wilhelma Friedemanna. Celý cyklus i jeho jednotlivé části nahrálo mnoho významných komorních ansámblů, např. Trio Pasquier nebo Trio Grumiaux. 
V Československu Umění fugy souborně provedl orchestr Ars rediviva pod vedením Milana Munclingera.
V České republice se symfonické provedení Umění fugy uskutečnilo 28. března 2024 v Olomouci v podání orchestru Moravské Filharmonie pod vedením Zsolta Hamara.
Témata Fugy a 3 soggetti zpracoval ve své Fantasia contrappuntistica Ferruccio Busoni.

## Významné interpretace
Umění fugy patří spolu s Hudební obětinou k nejzávažnějším, ale také velmi složitým hudebním dílům. Každé nové nastudování hledá většinou vlastní řešení, vyžadující rozsáhlé odborné znalosti a podrobné studium pramenů.

Patrně nejstarším zvukovým záznamem vůbec je nahrávka Rothova kvarteta z roku 1935.
Jiné významné nahrávky (podle obsazení, řazeno chronologicky, v závorce uveden rok):
- Cembalo:

Gunnar Johansen (1952), Gustav Leonhardt (1953; 1969 +Bob Van Asperen), Kenneth Gilbert (1989), Ton Koopman (1996 +Tini Mathot), Pieter Dirksen (2002), Sébastian Guillot (2006)
- Klavír:

Charles Rosen (1967), Taťjana Nikolajeva (1992), Walter Riemer (2006) – nahrávka na kladívkové křídlo mozartovského období
- Varhany:

Helmut Walcha (1956), Glenn Gould (1962, pouze část), Lionel Rogg (1970), Marie-Claire Alainová (1974), Herbert Tachezi (1977), André Isoir
- Smyčcové kvarteto:

Roth Quartett (1934–5), Quartetto Italiano (1985), Juilliard String Quartet (1989), Keller Quartett (1998), Emerson Quartet (2003)
- Orchestr /Komorní orchestr/Rozšířené komorní obsazení s různými nástrojovými kombinacemi (uvedeno je nejprve jméno dirigenta nebo vedoucího souboru, v závorce rok nahrávky, název orchestru nebo komorního souboru a nahrávací společnost):

Hermann Scherchen (1949, Orchestre de Radio Beromunster, History, International Music Company; 1965, Orchestre de la RTSI Lugano, Accord; 1965, Wiener Symphoniker+ Wiener Rundfunkorchester, Millenium; 1965, CBC Toronto Chamber Orchestra, Tahra) – Karl Ristenpart (1960/65, Saarländer Kammerorchester, Accord) – Karl Münchinger (1965/85, Stuttgarter Kammerorchester, Decca) – Milan Munclinger (1966, Ars rediviva, Supraphon; 1979, Ars Rediviva, Supraphon) – Nevill Marriner (1974/8, Academy of St. Martin in the Fields, Philips) – Reinhard Goebel (1984, Musica Antiqua Köln, Archiv Produktion), Jordi Savall (1986, Hesperion XX, Astrée-Auvidis).

Podrobněji:Přehled nahrávek Umění fugy na stránkách Bachovy společnosti